# Kirche von Hylletofta

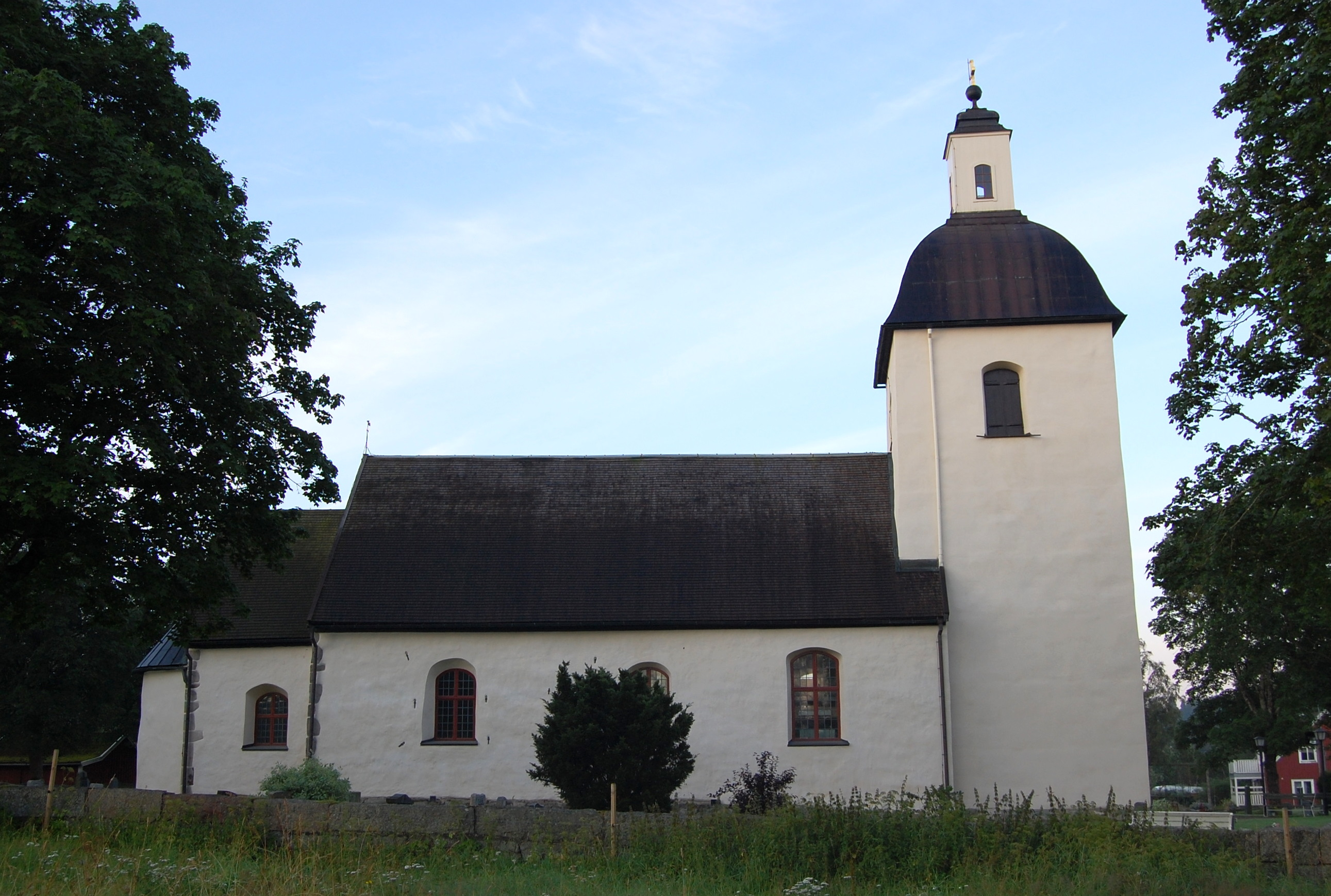
Kirche von Hylletofta, 2011

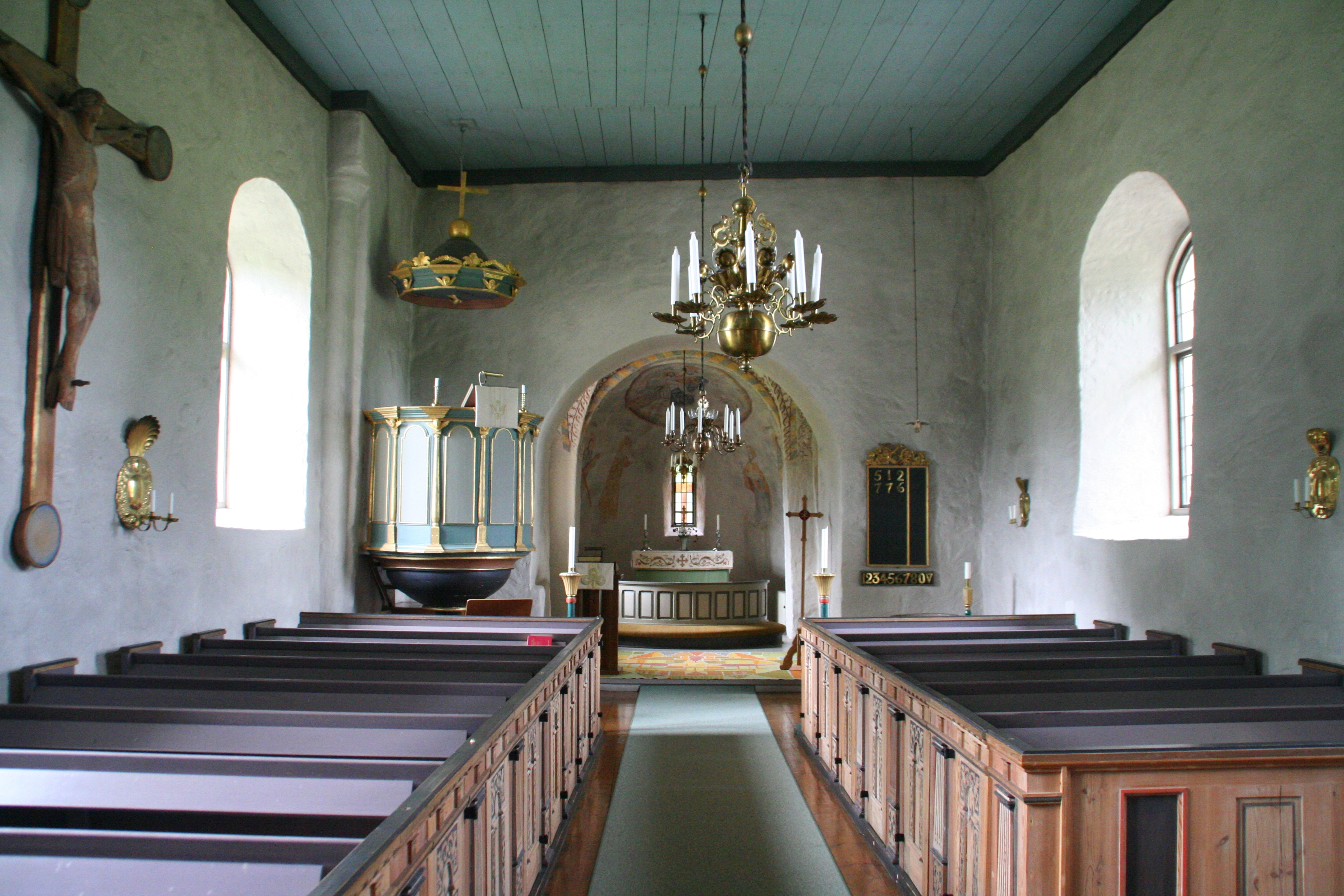
Blick zum Altar

Die Kirche von Hylletofta (schwedisch: Hylletofta kyrka) ist ein romanisches Kirchengebäude der Schwedischen Kirche in Hylletofta in der schwedischen Gemeinde Sävsjö. 
Die Kirche entstand im 12. Jahrhundert als eine der sogenannten Njudungskirchen. Aus der Zeit des Mittelalters stammt eine mit Eisenbeschlägen versehene Tür, die sich in der Vorhalle befindet. Sie ist mit der Hyllekrähe, dem Symbol Hylletoftas versehen. Die Krähe steht im Zusammenhang mit einer Sage darüber, wie der Standort der Kirche bestimmt wurde. Weitere mittelalterliche Einrichtungsgegenstände sind das Taufbecken, das mit einer Vogeldarstellung verziert ist, und ein in der Wand eingelassenes Relief. Das Relief zeigt den Kampf des Erzengels Michael mit einem Drachen.
Das heutige Eingangstor entstand im 17. Jahrhundert. In diesem Jahrhundert wurden auch die Malereien in Chor und Apsis geschaffen. An den Wänden sind die zwölf Apostel, an der Decke die Dreieinigkeit dargestellt. Zum Ende des 18. Jahrhunderts erfolgte ein Umbau der Kirche. Sie erhielt ihren heutigen Turm. Das Langhaus wurde auf sieben Meter erhöht.